# Scoglio Nero
Lo scoglio Nero, detto anche Padre Vecchio (Paevècciu in ligure), è uno scoglio italiano sito nel mar Ligure. È classificato nella lista Italian Islands Award (IIA) stilata dall'Associazione Radioamatori Italiani con il codice L014.

## Geografia
Lo scoglio Nero è compreso nel tratto di mare tra punta Picetto e punta Spiaggia, a pochi metri dalla costa che si presenta alta e instabile, frequentemente soggetta a frane. In prossimità dello scoglio Nero è presente una spiaggia molto grossolana con ciottoli di dimensioni pluridecimetriche formatasi a seguito di frana. Amministrativamente fa parte del territorio di Levanto, comune italiano della provincia della Spezia in Liguria.
In corrispondenza dello scoglio Nero ha inizio la zona B dell'area marina protetta Cinque Terre.